# Ron Raikes
Ron Raikes (* 11. März 1948 in Lincoln, Nebraska; † 5. September 2009 in Ashland, Nebraska) war ein US-amerikanischer Politiker, Landwirt und Senator von Lincoln, Nebraska, in der Nebraska Legislature.
Raikes besuchte die Ashland High School und schloss ein Landwirtschafts-Studium an der Iowa State University ab. An der University of California-Davis erhielt er den Master in agriculture business management und den Ph.D. in agriculture economics. Er war Mitglied des Nebraska Economic Forecasting Advisory Board, der Nebraska Farm Business Association, des Nebraska Agriculture Relations Council, der Nebraska Land Improvement Contractors Association und der Agriculture Builders von Nebraska.
Raikes wurde am 15. Mai 1997 Nachfolger des verstorbenen Jerome Warner im State Legislature. Er wurde dann 1998 gewählt, um den 25. Nebraska legislative district zu repräsentieren und wurde 2000 und 2004 wiedergewählt. Er war Vorsitzender des Education committee, war im Revenue committee, der Education Commission of the States und im Midwestern Higher Education Compact. Seine Nachfolgerin wurde Kathy Campbell. 
Raikes wurde unter einem landwirtschaftlichen Gerät gefunden. Die örtlichen Behörden haben seinen Tod als Unfall eingestuft und eine Autopsie angeordnet.